# アラーハーバード条約

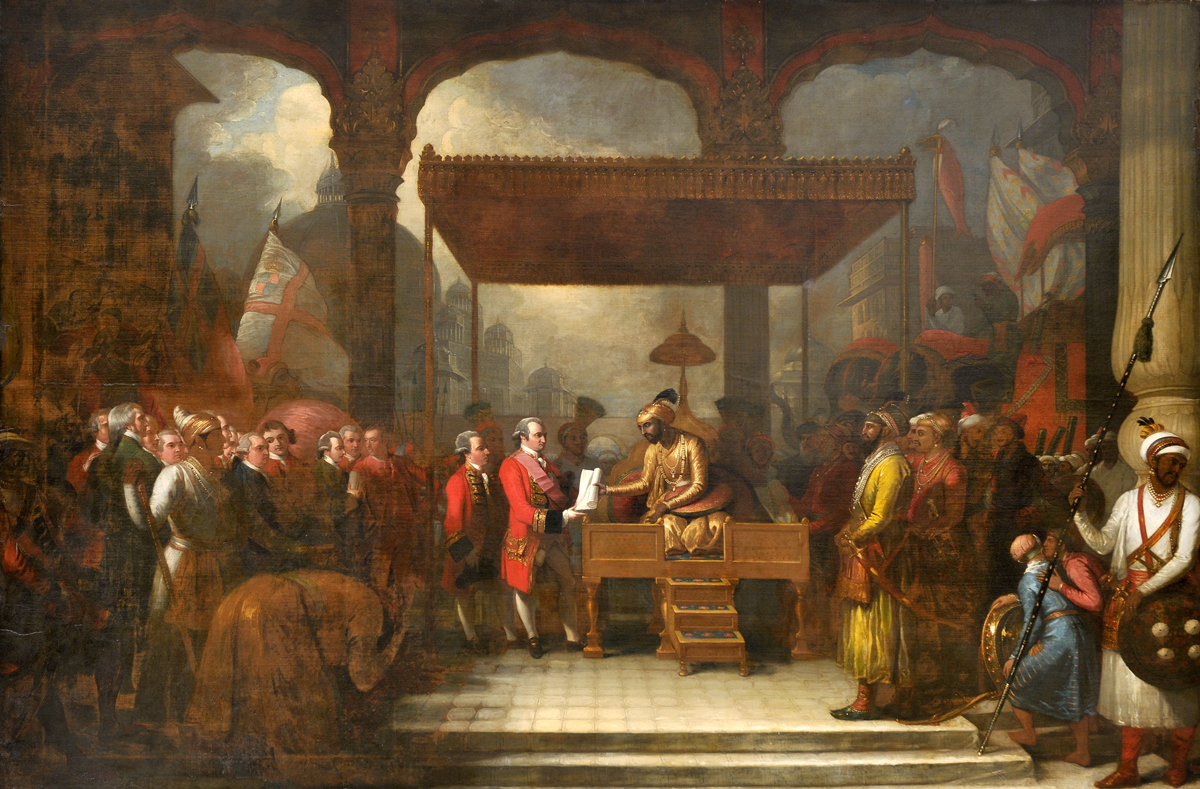
ディーワーニーをロバート・クライヴに授けるシャー・アーラム2世

アラーハーバード条約（アラーハーバードじょうやく、英語：Treaty of Allahabad）は、1765年8月16日にインドのアラーハーバードにおいて、イギリス東インド会社とムガル帝国との間に結ばれた条約。

## 条約内容
1764年10月、ムガル帝国・アワド太守・前ベンガル太守の連合軍はブクサールの戦いでイギリス東インド会社の軍勢に完敗を喫し、1765年8月16日にロバート・クライヴは帝国の皇帝シャー・アーラム2世に以下の条項を認めさせた。
- 皇帝はイギリス東インド会社に（ベンガル太守の統治する）ベンガル、ビハール、オリッサの三州に対し、ディーワーニー（州財務大臣の職務・それに付随する権限）あるいは領土に対する行政権及び徴税権を与える。
- そのかわり、イギリスは皇帝に対して、年額260万ルピーを歳幣（年金）として与える。
- 皇帝は年額280万ルピーの価値があるアラーハーバードとコラーの両区域をイギリス東インド会社から割譲される。
- アワド太守はその領土を保証されるが、イギリス東インド会社にアラーハーバードとコラーの両区域を割譲しなければならない。
- アワド太守は戦時賠償としてイギリス東インド会社に500万ルピーを支払う。

ディーワーニーをアルタムガー（免租地）してイギリスに授与することに関しては、8月12日の勅令ですでに認められていた。また、すでにイギリスがベンガル太守からザミーンダーリーが与えられていたカルカッタ周辺の24郡と収祖権を与えられていたチッタゴン、バルダマーン、ミドナープルの三郡を、改めてアルタムガーとして与える旨の勅令も出された。

## その後の経過
同年9月30日、ベンガル太守ナジュムッディーン・アリー・ハーンはこの条約を受けて、イギリスに三州のディーワーニーを授与した。イギリスがこの条約で獲得した三州のディーワーニーの存在は大きかった。これは三州を割譲されたわけではなかったが、イギリスが帝国の州財務長官としての諸税の徴収・支出の職務・権限を皇帝により認められたということである。また、ディーワーニーをアルタムガーとして与えたことは、三州の収祖権を獲得したも同然であった。
3州の行政権に関してはイギリス任命の副太守が行うこととなっており、それを通して司法権を行使することも可能であったが、ベンガル太守が存続していたためこれらの地域は二重統治となった。イギリスは最初は間接統治を行い、ベンガル、ビハール、オリッサにはインド人の代理ディーワーンを配置して収祖権を行使した。1772年、ウォーレン・ヘースティングスがベンガル知事となると、徴税・行政・司法が直接統治に移行されることとなった。
オリッサに関しては、ベンガル太守やナーグプルのボーンスレー家、ニザーム王国、フランスなど勢力の支配が混在していたが、1766年からイギリスはフランスの支配していた北サルカールに侵入、これを併合した。その後、イギリスとニザーム王国との間に友好条約が締結され、北サルカールをイギリスに割譲するかわり、その税収の一部を軍事援助費用に充てることが定められた。
皇帝はアワド太守の保護を離れたため、アラーハーバードでイギリスからの年金受給者となった。また、このときから帝国に支払われるようになった年金は1857年に帝国でインド大反乱が勃発するまで続いた。イギリスもまた、皇帝から与えられたディーワーニーを1858年まで手放すことはせず、名目上はこの三州の財務長官であり続けた。
ベンガル太守はイギリスにディーワーニーが与えられたことにより租税収入がなくなり、彼もまたイギリスからの年金受給者となった。イギリスはベンガル太守に内廷費として年額540万ルピーの支払いを行ったが、代替わりの度に減額され、1772年からは160万ルピーに固定され、1880年にベンガル太守の称号が廃止されるまで支払われた。
その一方でアワド太守シュジャー・ウッダウラは過重な賠償を課せられ、その後に結ばれた同盟条約ヴァーラーナシー条約ではイギリスに対して駐在官や軍隊の駐留を認めるなど従属的な立場に追いやられた。こののち、従属的な立場はさらに増して行き、1801年には軍事保護条約を結ばされて藩王国化した。